# Aleiphaquilon tricolor
Aleiphaquilon tricolor là một loài bọ cánh cứng trong họ Cerambycidae.